# Küre-Dağları-Nationalpark
Der Küre-Dağları-Nationalpark (türkisch Küre Dağları Milli Parkı) befindet sich im namensgebenden Gebirgszug Küre Dağları des Westpontischen Gebirges in der Nord-Türkei.
Der Nationalpark wurde im Jahr 2000 gegründet. Er besitzt eine Fläche von 37.753 ha. Die Pufferzone um den Park umfasst 134.366 ha.
Der Nationalpark erstreckt sich über den Landkreis Ulus in der Provinz Bartın sowie über die Landkreise Pınarbaşı, Cide, Şenpazar und den zentralen Landkreis der Provinz Kastamonu.

## Flora
Der Nationalpark schützt natürliche alte Waldbestände. Des Weiteren umfasst er geologische und geomorphologische Formationen. 

## Fauna
Zur Tierwelt des Nationalparks gehören Bären, Wölfe, Schakale, Wildschweine, Hirsche und Rehe.